# Gatton (Australie)
Gatton est une ville australienne située dans le Sud-Est de l’État du Queensland.
C'est le siège de la Zone d'Administration Locale de la Région de Lockyer Valley,. Lors du recensement de 2016, la ville comptait 7 101 habitants.
Au cours de ces dernières années, le caractère rural de la région de Gatton s'est estompé à cause de l'étalement urbain des villes de Brisbane, d'Ipswich et de Toowoomba. L'autoroute Warrego, qui traverse le comté d'Est en Ouest, a favorisé l'urbanisation. Des stations service et des établissements commerciaux se sont installés le long de son tracé.